# Канадско-непальские отношения
Канадско-непальские отношения — международные двусторонние отношения между Канадой и Федеративной Демократической Республикой Непал.

## История

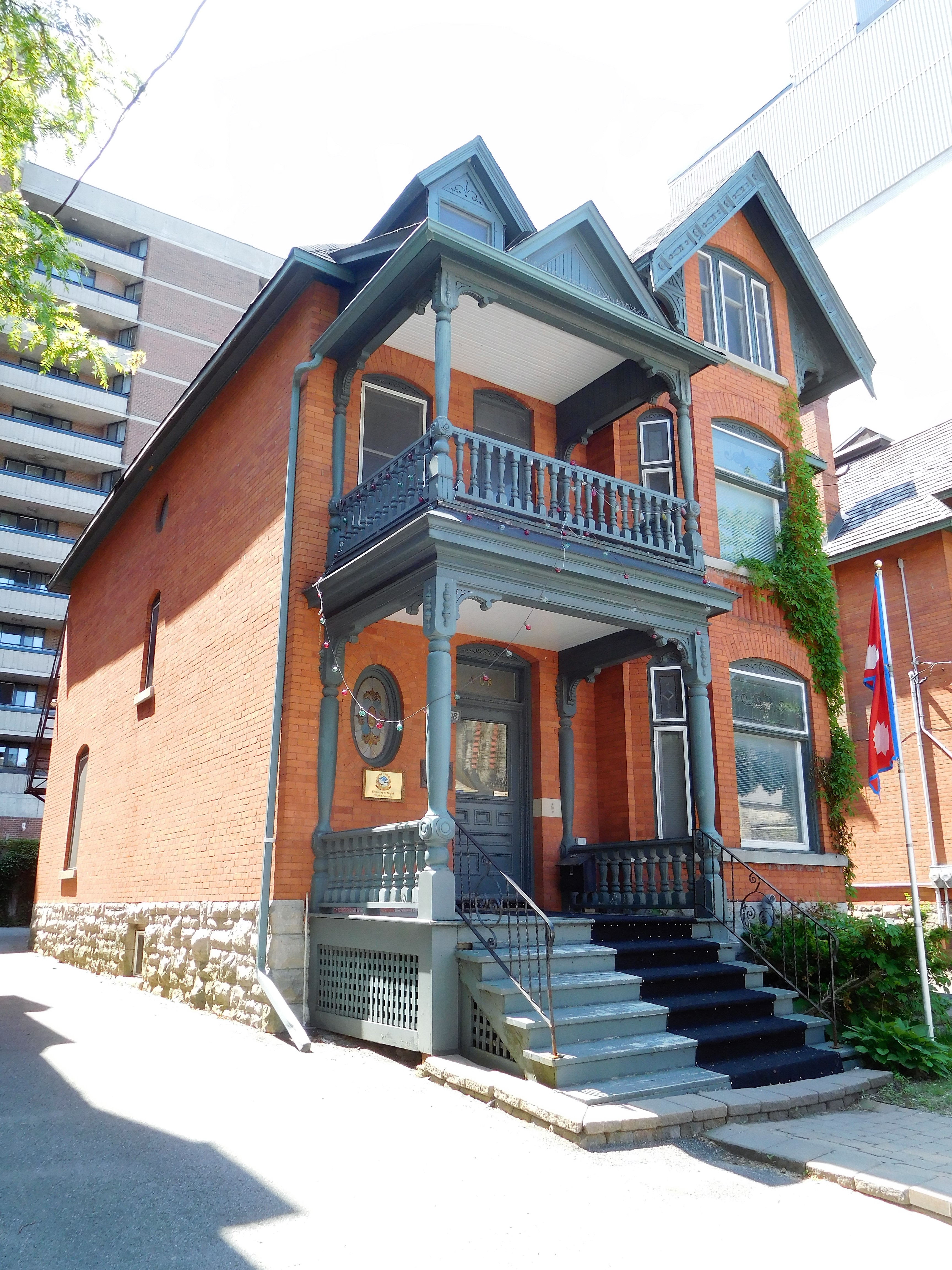
Посольство Непала в Оттаве

Отношения были впервые установлены 18 января 1965 года, хотя ранее обе страны были членами плана Коломбо. В 1970 году Канадское агентство международного развития начало предоставлять помощь Непалу. В 2003 году между двумя странами было подписано беспошлинное соглашение. Непал имеет посольство в Оттаве и почётные консульства в Торонто, Монреале, Калгари, а также в Виктории, Британская Колумбия. Высшая комиссия Канады в Нью-Дели аккредитована в Непале и имеет почётное консульство в Катманду.
Канада выделила Непалу около 500 миллионов долларов помощи на протяжении всего периода отношений, в том числе 50 миллионов долларов в связи с землетрясением в Непале в апреле 2015 года.